# Jiancao
Jiancao (kinesiska: 枧槽苗族乡, 枧槽) är en socken i Kina. Den ligger i provinsen Sichuan, i den sydvästra delen av landet, omkring 340 kilometer sydost om provinshuvudstaden Chengdu. Antalet invånare är 9 019. Befolkningen består av 4 319 kvinnor och 4 700 män. Barn under 15 år utgör 30 %, vuxna 15-64 år 59 %, och äldre över 65 år 10,0 %.
Genomsnittlig årsnederbörd är 1 177 millimeter. Den regnigaste månaden är juli, med i genomsnitt 222 mm nederbörd, och den torraste är december, med 20 mm nederbörd.